# Stadtbezirke Aachens

Wappen der Stadt Aachen

Die Stadtbezirke Aachens stellen eine verwaltungsrechtliche Gliederung des Stadtgebiets von Aachen dar.

## Geschichte
Bei früheren Eingemeindungen in die Stadt Aachen bildeten die eingemeindeten Gebiete zusammen mit der bisherigen Stadt Aachen ein einheitliches Stadtgebiet, ihr ehemaliges Territorium war nur noch anhand der für Katasterzwecke verwendeten Bezeichnungen der Gemarkungen Aachens identifizierbar. Durch die  letzte, am 1. Januar 1972 erfolgte Eingemeindung von sieben Umlandgemeinden gemäß dem Aachen-Gesetz von 1971 wuchs die Fläche des Aachener Stadtgebiets auf etwa das Dreifache, was eine neue verwaltungsmäßige Unterteilung erforderlich machte. Dazu wurde das Stadtgebiet in sieben Stadtbezirke unterteilt.
Aachen-Mitte, der größte der neuen Stadtbezirke, entsprach mit kleineren Ausnahmen dem Stadtgebiet vor 1972, also inklusive der bereits früher erfolgten Eingemeindungen von Burtscheid und Forst. Die fünf neu eingemeindeten Gemeinden Brand, Eilendorf, Haaren, Laurensberg und Richterich wurden zu eigenen Stadtbezirken. Der nach Aachen eingemeindete Teil der Gemeinde Kornelimünster sowie die ehemalige Gemeinde Walheim wurden zusammen mit angrenzenden Teilen des alten Stadtgebiets (Sief, Lichtenbusch und einem daran angrenzenden kleinen Bereich von Forst) in dem Stadtbezirk Kornelimünster/Walheim zusammengefasst.

## Stadtbezirke

Lage der Stadtbezirke in Aachen

Die sieben Stadtbezirke Aachens sind (Fläche und Bevölkerungsstand vom 31. Dezember 2016):
| Stadtbezirk            | Fläche (ha) | Einwohner | Dichte (Einw./ha) |
| ---------------------- | ----------- | --------- | ----------------- |
| Aachen-Mitte           | 5.163       | 164.904   | 31,9              |
| Brand                  | 1.338       | 17.284    | 12,9              |
| Eilendorf              | 684         | 15.708    | 23,0              |
| Haaren                 | 880         | 12.564    | 14,3              |
| Kornelimünster/Walheim | 3.703       | 15.597    | 4,2               |
| Laurensberg            | 2.997       | 19.879    | 6,6               |
| Richterich             | 1.318       | 8.846     | 6,7               |
| Aachen gesamt          | 16.083      | 254.782   | 15,8              |

## Statistische Bezirke
Die sieben Stadtbezirke sind für statistische Zwecke teilweise in statistische Bezirke unterteilt, die mit einer zweistelligen Nummer gekennzeichnet (aber nicht durchgehend nummeriert) sind. Es gibt 34 statistische Bezirke in Aachen. Die meisten davon (25) liegen im Stadtbezirk Aachen-Mitte.

Stadtbezirke und statistische Bezirke mit offizieller Nummerierung

| Stadtbezirk | Stadtbezirk            | Statistische Bezirke |
| ----------- | ---------------------- | --- |
|             | Aachen-Mitte           | 10 Markt 13 Theater 14 Lindenplatz 15 St. Jakob 16 Westpark 17 Hanbruch 18 Hörn 21 Ponttor 22 Hansemannplatz 23 Soers 24 Jülicher Straße 25 Kalkofen 31 Kaiserplatz 32 Adalbertsteinweg 33 Panneschopp 34 Rothe Erde 35 Trierer Straße 36 Frankenberg 37 Forst 41 Beverau 42 Burtscheider Kurgarten 43 Burtscheider Abtei 46 Steinebrück 47 Marschiertor 48 Hangeweiher |
|             | Brand                  | 51 Brand |
|             | Eilendorf              | 52 Eilendorf |
|             | Haaren                 | 53 Haaren |
|             | Kornelimünster/Walheim | 61 Kornelimünster 62 Oberforstbach 63 Walheim |
|             | Laurensberg            | 64 Vaalserquartier 65 Laurensberg |
|             | Richterich             | 66 Richterich |

## Weitere Unterteilungen

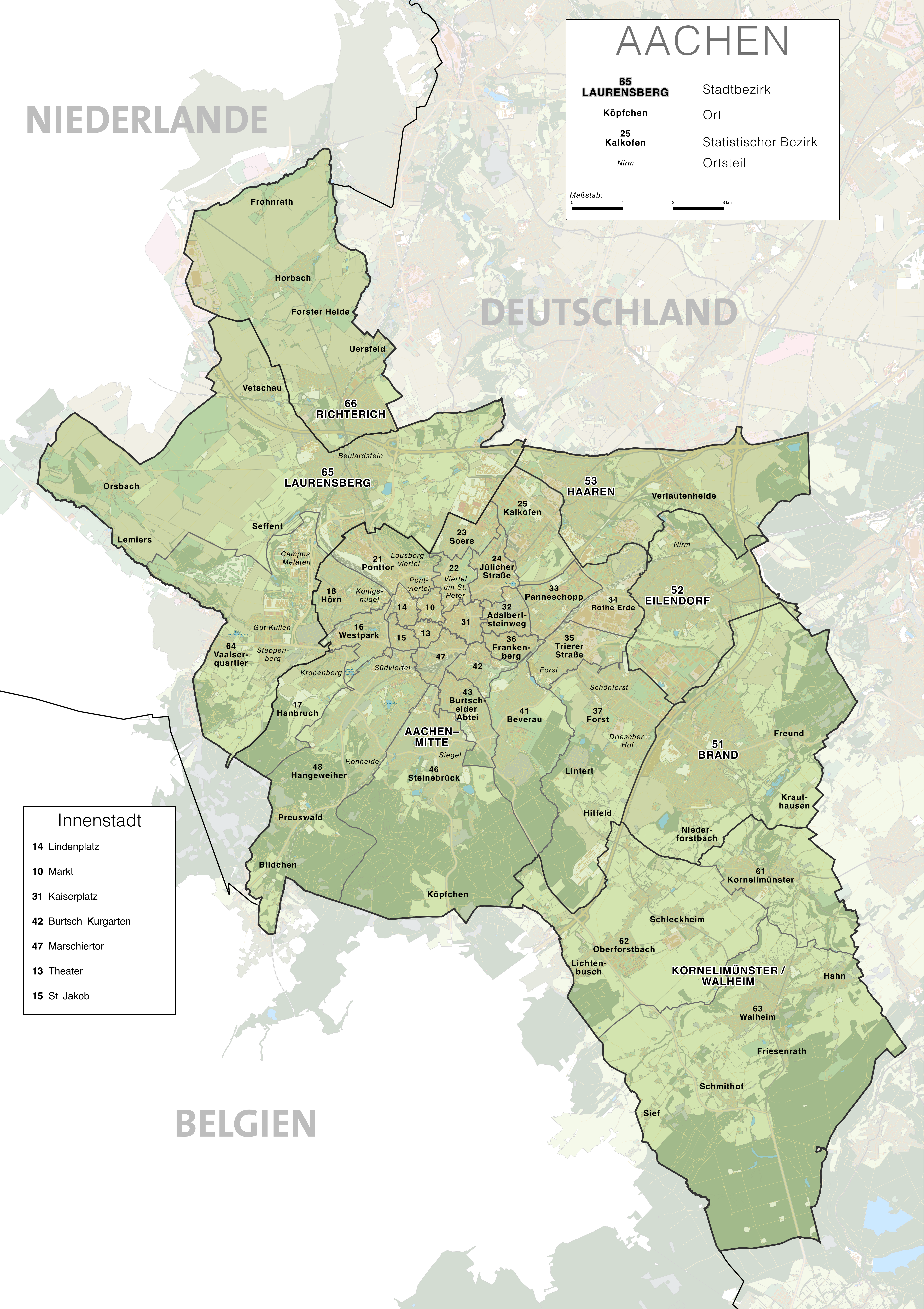
Stadtteile, statistische Bezirke und Ortsbezeichnungen Aachens

Für Katasterzwecke ist das Stadtgebiet in die Gemarkungen Aachens unterteilt, die teilweise mit den Stadtbezirken übereinstimmen.
Unabhängig von den amtlichen Stadtgliederungen in Stadtbezirke, statistische Bezirke und Gemarkungen gibt es zahlreiche weitere Ortsbezeichnungen für Stadtteile und -viertel, Ortschaften und Siedlungen, die allgemein als Ortsteile Aachens gelten. Diese spielen in den Raumvorstellungen in der Bevölkerung eine größere Bedeutung als die statistischen Bezirke.